# Håndværkerskolen i Sønderborg
Håndværkerskolen i Sønderborg eller Sønderborg Tekniske Skole lå oprindeligt på Sdr. Landevej 28 i Sønderborg, men der ligger nu EUC Syd Skolehjem, og skolen er en del af EUC Syd.
Sønderborg Tekniske Skole 1939-1989 var det første sted, hvor der blev oprettet en dagskole for radiomekanikere og elektronikmekaniker lærlinge, med et skolehjem for dem der ikke kunne bo hjemme under skoleopholdet. Der var også andre håndværksuddannelser på skolen, for eksempel frisører og hattemagere. Hattemagerne blev uddannet på det nu nedlagte Hotel Dybbøl Banke.
Aage Fogh var fra 1970 til 1987 forstander for Håndværkerhøjskolen i Sønderborg.
Det første hold radiomekanikerlærlinge sad på skolebænken i 1956 under Frantz Nielson. På Håndværkerskolen blev der i en årrække også uddannet elektronikteknikere. Skolens elektronikafdeling er nu flyttet til Hilmar Finsens Gade 14-18. Det tidligere Kamgarnspinderi.

## Ekstern henvisning
- Aktuel Elektronik nr.2, 2003 Kridtet knaldede når Aage skrev Arkiveret 11. juni 2007 hos  Wayback Machine
- En god skole Arkiveret 30. januar 2022 hos  Wayback Machine

|  | Denne artikel om en virksomhed kan blive bedre, hvis der indsættes et (bedre) billede. Du kan hjælpe ved at afsøge Wikimedia Commons for et passende billede eller lægge et op på Wikimedia Commons med en af de tilladte licenser og indsætte det i artiklen. |

54°54′27.33″N 9°48′19.49″Ø / 54.9075917°N 9.8054139°Ø